# かもめビーチ号

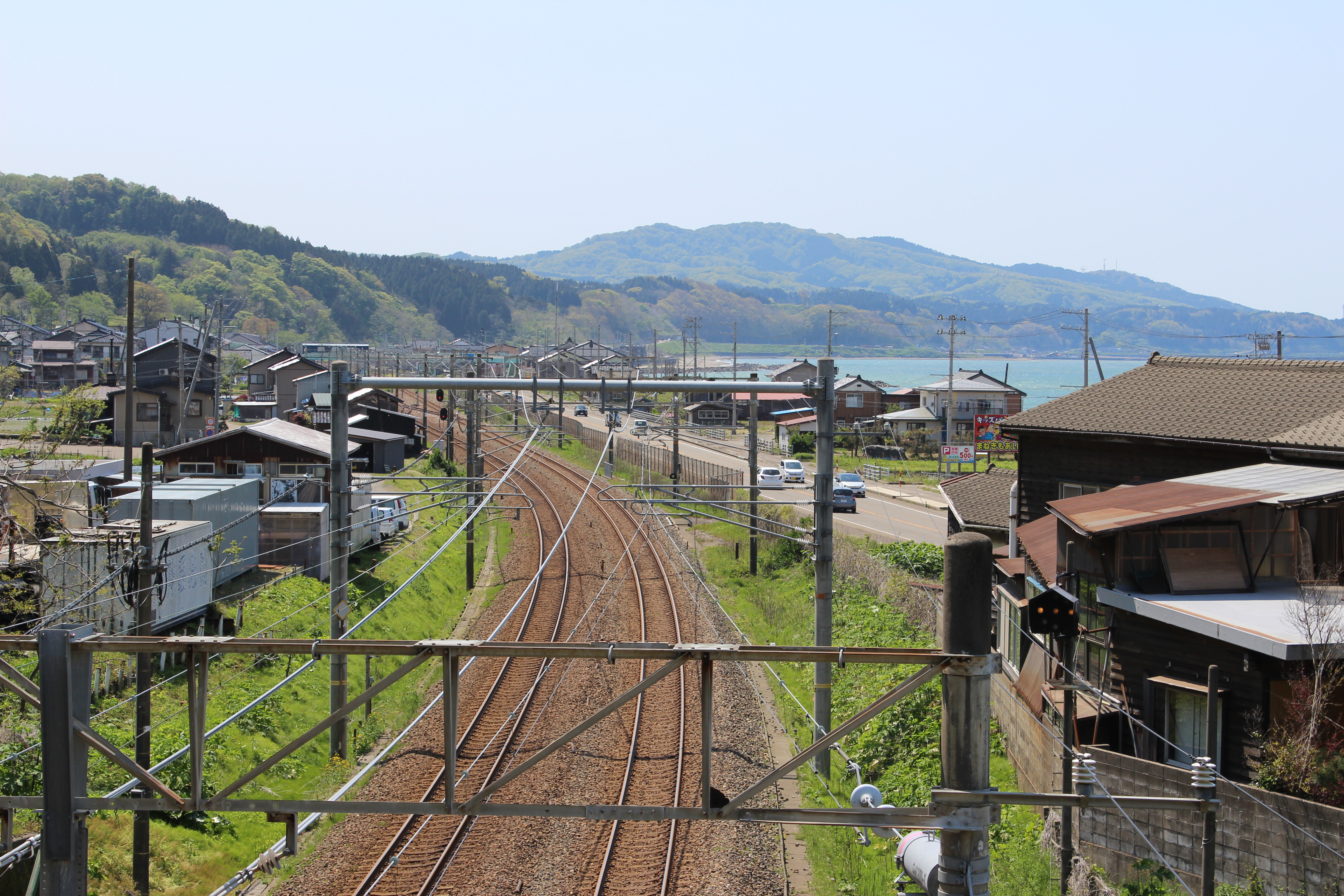
たにはま海水浴場のある上越市長浜地区

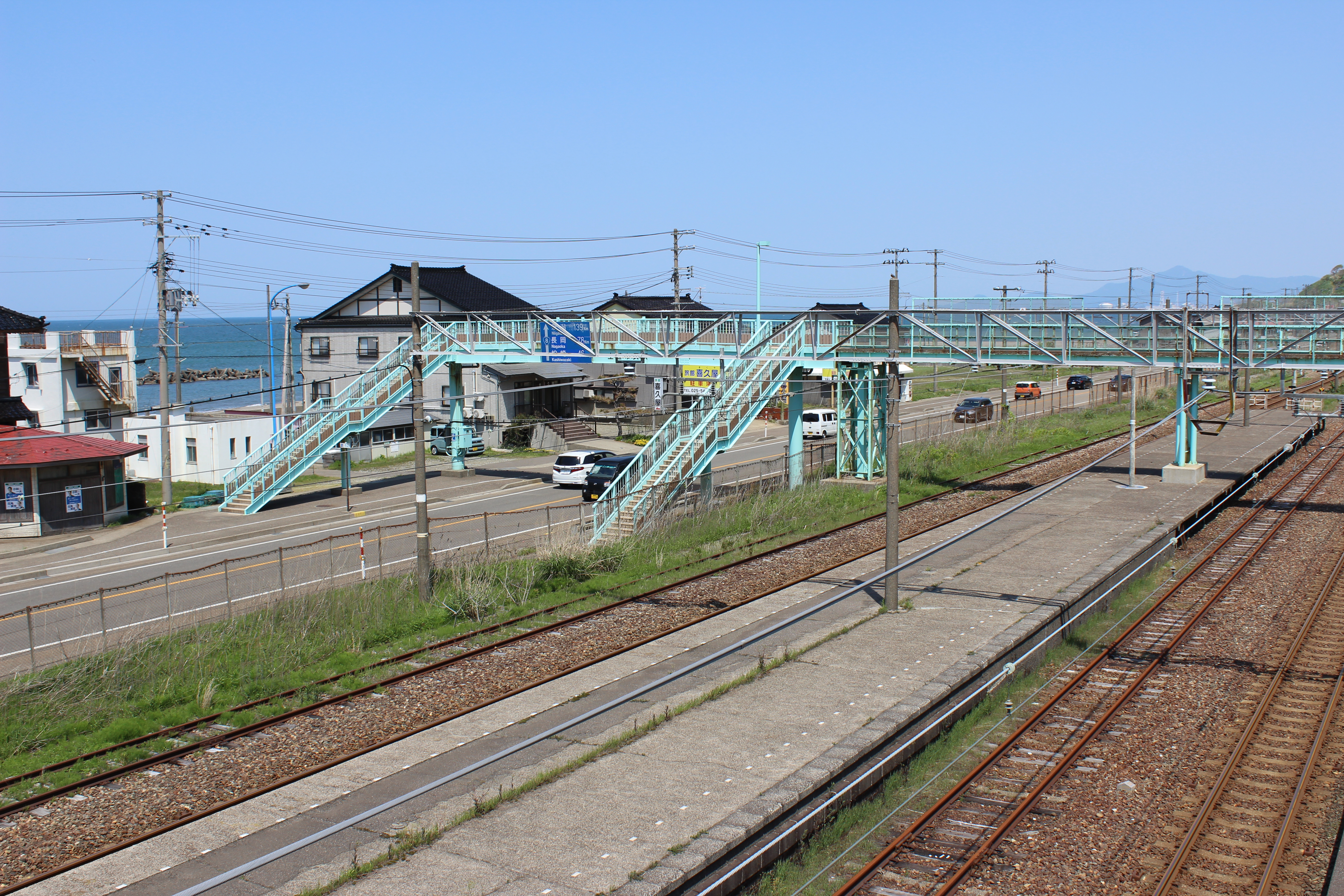
谷浜駅前から海水浴場へ続く跨線橋

かもめビーチ号（かもめビーチごう）は、かつて東日本旅客鉄道（JR東日本）が7月下旬から8月上旬に信越本線・北陸本線で運行していた臨時快速列車である。同じく長野県から大糸線を経由した「さざなみビーチ号」、信越本線を経由して柏崎方面に向かう「スカイビーチ号」も記す。

## 概要
長野県内より信越国境を超えて日本海側の新潟県西頸城地域へ向かう海水浴季節列車で、普通車の指定席と自由席を連結していた。年による区間や運用の変化はあったが、おおよそ信越本線小諸駅から直江津駅を経由し北陸本線能生駅との間を学校の夏休み始まりからお盆休み前まで昼行で1往復した。繁忙の特定日には指定席の割合を増やして「海の日かもめビーチ号」と称したこともあった。

### 停車駅
最終運行前年1998年の停車駅を示す。
- 長野駅（往8:22発ー複19:09着） - 北長野駅 - 三才駅 - 豊野駅 - 牟礼駅  - 古間駅 - 黒姫駅 - 妙高高原駅 - 新井駅 - 高田駅 - 直江津駅 - 谷浜駅 - 能生駅（往10:40着ー複16:40発）

## 使用車両
晩年は長野以北の信越本線を走る「信越リレー妙高」と同じ「あさま色189系」が使われていた。ほかにも年代により「169系湘南色」や「169系新長野色」などが使用された。

## 歴史

### 海水浴列車の誕生
1960年代の観光需要の増大により夏季には各地で海水浴場へ向かう列車が運行されるようになったが、国鉄長野鉄道管理局管内においても長野県内の海水浴客に応えるため旧型客車による信越本線経由「かもめ」、気動車による大糸線経由「さざなみ」の季節臨時列車が企画された。当時の終着駅はいずれも谷浜駅であった。その後、列車愛称のない1974年を経て、1975年に名称が「かもめビーチ」「さざなみビーチ」に変更された。

### さざなみビーチの篠ノ井線経由での統合とスカイビーチの新設
松本地域の需要を受け持つ「さざなみビーチ」は1981年ころを最後に廃止されたが、数年の休止期間を経て、1985年に篠ノ井線を経由して小諸からの「かもめビーチ」へ併結させる統合が行われた。往路が篠ノ井駅での連結。復路が長野駅での分割という変則的なものであった。この併結運行は1992年まで続けられた。
JR発足の1987年には上田発柏崎行き「スカイビーチ」が新たに設定された。1989年のみ「かもめビーチ」を直江津で柏崎行きと分割する統合が図られたが、翌年より小諸発として単独の運行が復活し1997年まで続いた。

### 長野新幹線の開業とかもめビーチの終焉
1997年10月に長野新幹線が開業し、在来線がしなの鉄道に移管されると、翌年より出発地が長野駅に短縮された。このころの交通事情としては、北へ徐々に開通区間を伸ばしていた上信越自動車道が1999年10月には全線開通する状況であったが、この翌年の2000年以降「かもめビーチ」が企画されることはなくなった。

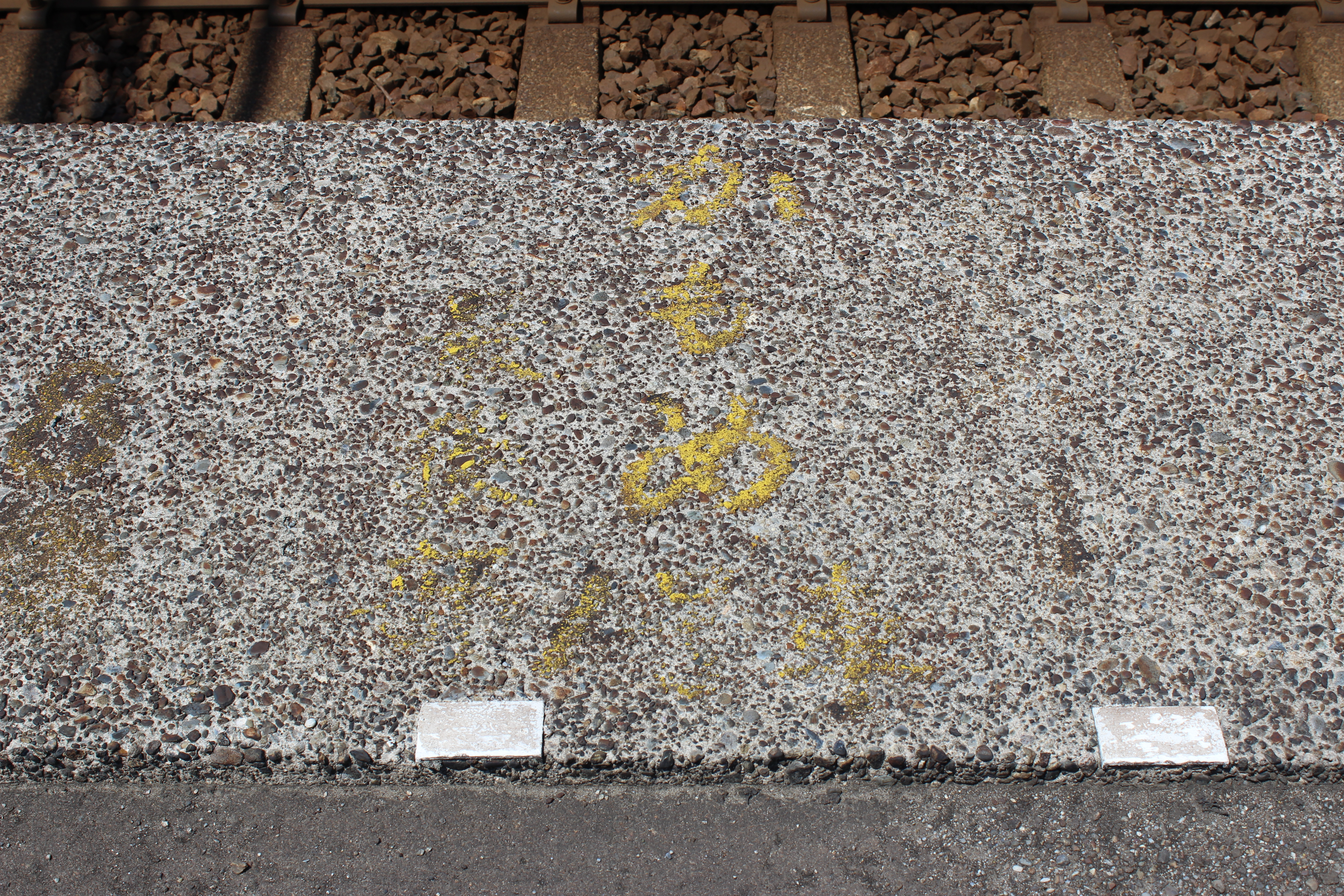
谷浜駅ホームに残る乗車位置案内
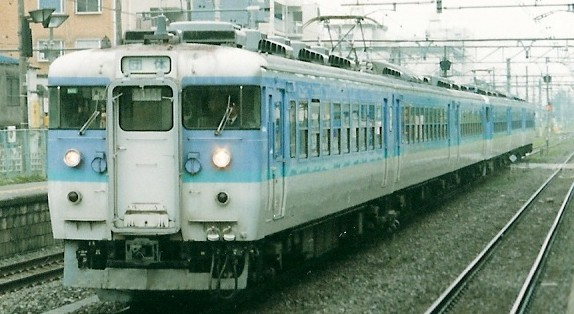
169系新長野色（参考）
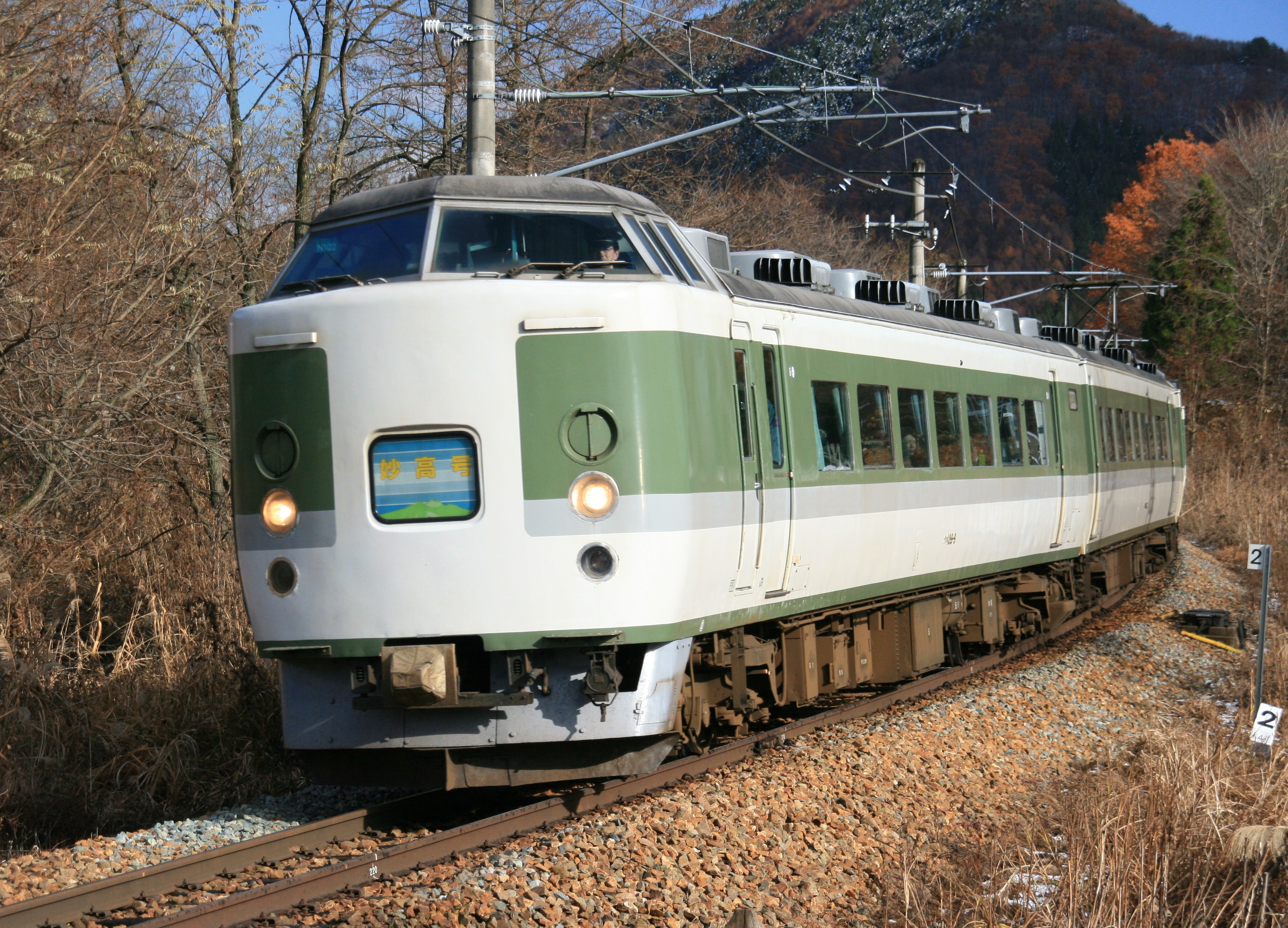
最終期の使用車両 189系長野色（参考）